# Malieveld

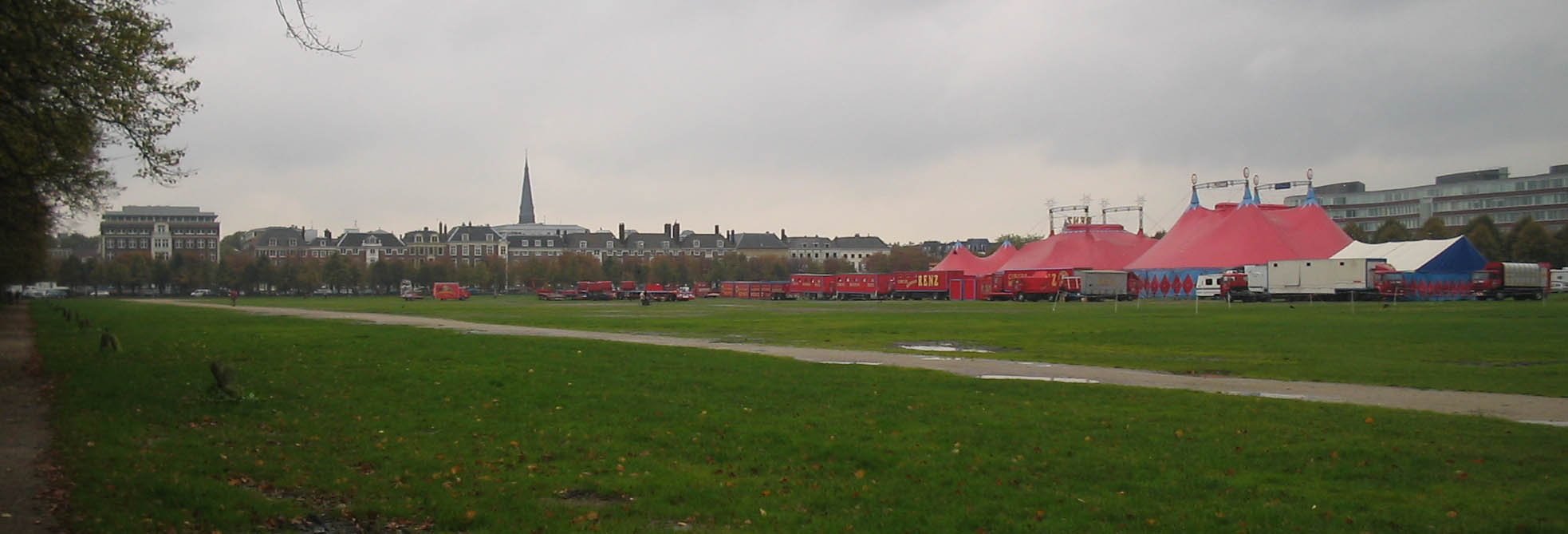
Malieveld mit dem Circus Herman Renz, vom 21. Oktober 2005

Das Malieveld ist eine große innerstädtische Freifläche in Den Haag mit 340 mal 200 Meter nutzbarer Fläche (inklusive Randbepflanzungen etwa 400 × 250 m), welche den Stadtwald Haagse Bos am südwestlichen Ende abschließt.
Das Feld wird begrenzt durch die Zuid-Hollandlaan, die Boslaan, die Utrechtsebaan (A12) und die Koningskade. Durch das Gelände verläuft die Boorlaan, heute ein Radweg. Das Gebiet ist als Stadtlandschaft geschützt. Seit 1899 wird das Malieveld vom Staatsbosbeheer verwaltet.

## Geschichte

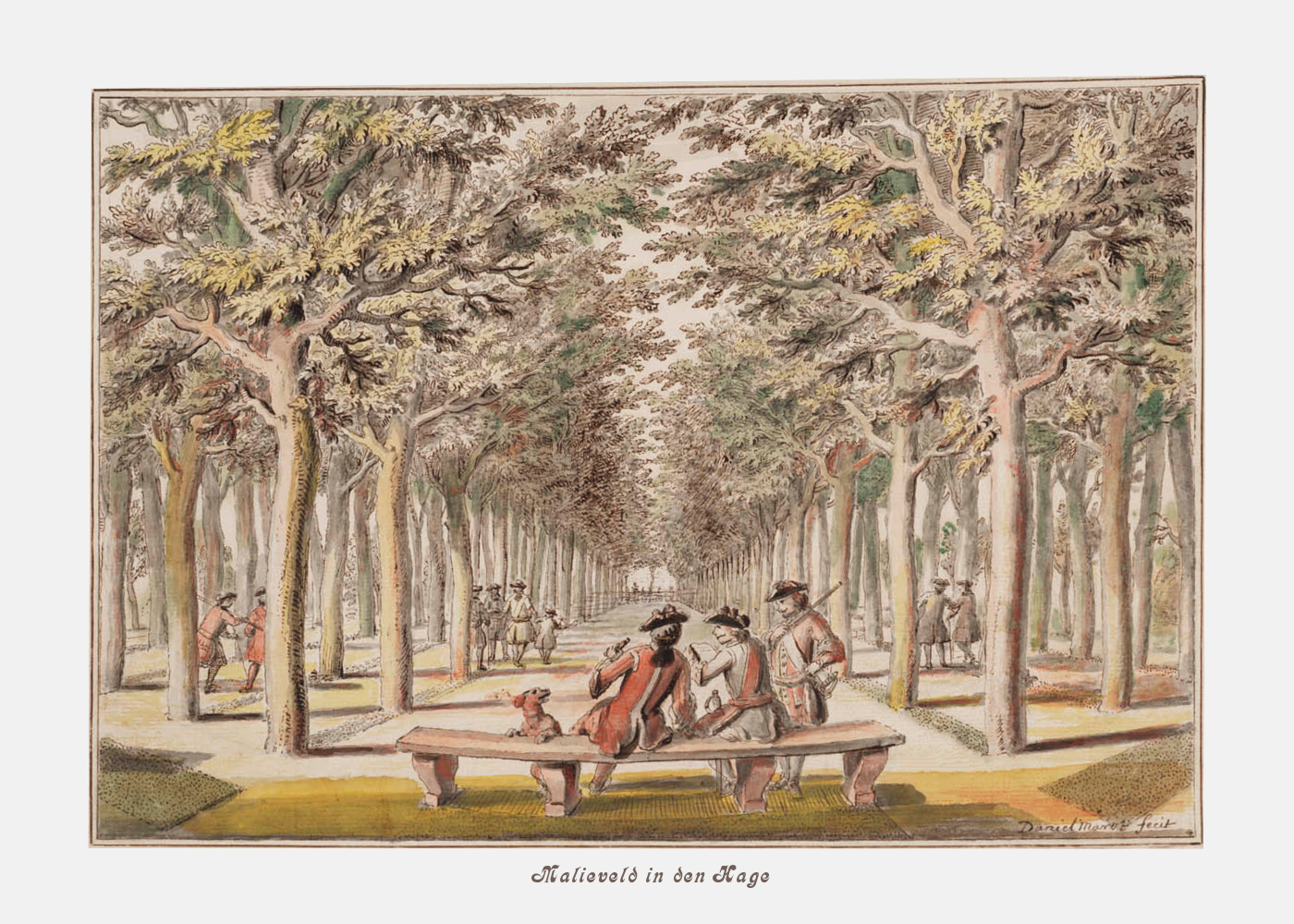
Malieveld in den Hage, Farbzeichnung von der heutigen Koekamplaan aus dem Jahr 1730, von Daniel Marot

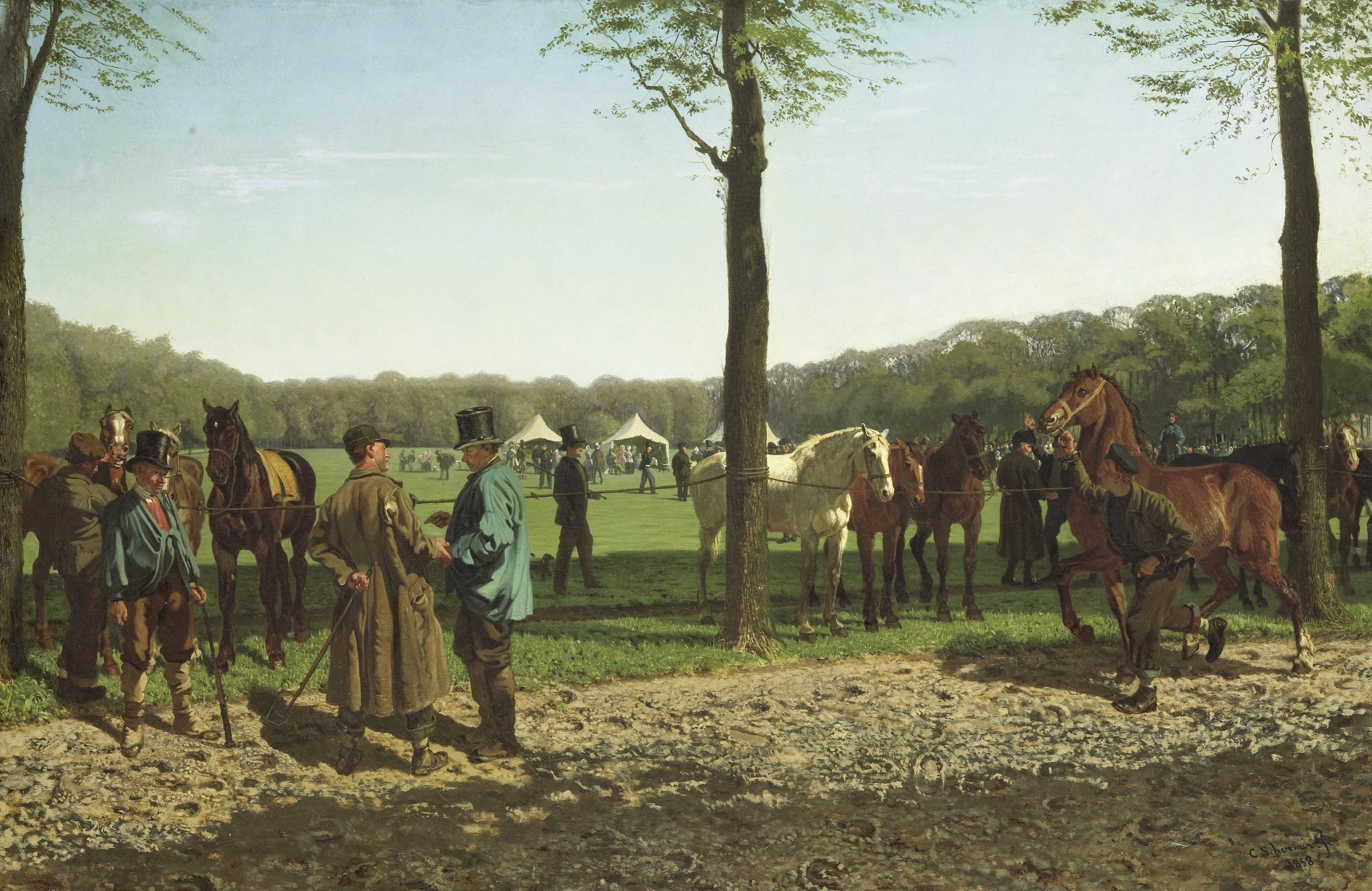
Cornelis Schermer, Paardenmarkt op de Maliebaan te Den Haag. Das 1858 entstandene Ölgemälde aus dem Rijksmuseum Amsterdam zeigt einen Pferdemarkt auf dem Malieveld

Ursprünglich war das Malieveld Teil des Haagse Bos, der auf auf einem alten Hochsand liegt. Durch einen Vertrag aus dem Achtzigjährigen Krieg, der Akte van Redemptie, ist es untersagt, das Malieveld zu bebauen. Nach dieser Urkunde von 1576 durfte der damalig dort befindliche Wald nicht mit der Absicht verkauft werden, die Bäume zu fällen. Die Urkunde wurde von Wilhelm von Oranien selbst unterzeichnet. Zu Beginn des Achtzigjährigen Krieges wurde jedoch ein Teil des Haagse Bos abgeholzt, um eine Stadtmauer um Den Haag zu bauen. Da die Spanier Den Haag besetzt hielten, wurde das Holz von den Besatzern zur Verteidigung gegen die Aufständischen verwendet.
Durch starke Regenfälle in der Folgezeit wurde der fruchtbare Boden weggeschwemmt und der Waldbewuchs auf dem Malieveld kehrte nicht mehr zurück. Im Jahr 1594 wurde daher beschlossen, das Malieveld (das immer noch aus Dünenmaterial bestand) weiter einzuebenen. So entstand die bis heute bestehende Grasnarbe. Ab 1606 wurde auf der Wiese das Spiel Paille-Maille (niederländisch: malie oder palmalie) gespielt. Dieses Spiel, ein Vorläufer von Golf und Krocket, war beim englischen und französischen Adel sehr beliebt. Das Malieveld verdankt diesem Spiel seinen Namen.
Um 1705 wurde das Malieveld durch die Erweiterung Den Haags erheblich verkleinert. Die Prinsessegracht wurde verlängert und bildete die neue Grenze des Malieveld. Im Besatzungsjahr 1943 wurde das Malieveld umgepflügt und Kartoffeln angebaut.
Am 1. Juli 1879 wurde in Den Haag die erste dampfbetriebene Straßenbahnlinie der Niederlande eröffnet, welche nach Scheveningen führte. Diese Verbindung verlief parallel zur Koningskade über das Malieveld und den Koekamp.

## Aktivitäten
Diese große innerstädtische Freifläche dient für Kundgebungen (etwa die bis heute größte Demonstration in den Niederlanden, dem Anti-Atomwaffenprotest 1983 mit 450.000 Teilnehmern alleine auf dem Malieveld (mit der Verteilung im Zuiderpark waren es 100.000 mehr)) und Militärparaden, welche einer 400-jährigen Tradition folgen. Ebenso Jahrmärkte und Festivals, wie die zwischen 2005 und 2010 hier stattfindende Beatstad oder die indonesisch geprägte Tong Tong Fair. Seit 1999 gibt es hier einen regelmäßigen Weihnachtszirkus. Der niederländische Circus Herman Renz schlug hier in jedem Oktober seine Zelte auf.
Der jährliche Halbmarathon City-Pier-City Loop, meist im März abgehalten, hat seinen Beginn und Einlauf auf dem Malieveld. Bisweilen treten größere Pop- und Rockbands auf, wie The Rolling Stones (am 5. September 1998 mit 86.000 Besuchern), Coldplay (am 6. September 2012 mit 69.000 Besuchern), Bruce Springsteen (am 14. Juni 2016 mit 67.500 Besuchern) und P!nk (am 11. August 2019 mit 50.000 Besuchern).
In den Jahren 2016, 2017 und 2018 organisierte der Energiekonzern Shell hier jeweils im Oktober ein Gratiskonzert unter dem Namen Generation Discover (heute jährlich abwechselnd in anderen Städten). 2022 wurde das Popfestival Parkpop zum ersten Mal auf dem Malieveld gehalten. Zuvor (1981–2019) fand es im Zuiderpark statt. Allerdings war dies in diesem Jahr dann auch gleich der letzte Parkpop überhaupt, da die finanziellen Grundlagen für weitere Konzerte nicht mehr gegeben sind.
2020 und 2021 fanden aufgrund behördlicher Beschränkungen, begründet durch die COVID-19-Pandemie, auf dem Malieveld keine Veranstaltungen statt.

### Pavillon
Seit 1941 steht zwischen dem Malieveld und dem Koekamp ein Pavillon. Er wurde vom Seinpostduin in Scheveningen hierhin versetzt, als der dortige Strand von den deutschen Besatzern aufgrund der geplanten Errichtung des Atlantikwalls zum Sperrgebiet erklärt wurde. Nach dem Krieg bestimmte Königin Wilhelmina dass der Pavillon auf dem Malieveld verbleiben konnte. Viele Einwohner tauften das Häuschen „Poffertjestent“, da ebendiese Poffertjes damals wie heute serviert werden (dazu weitere kleinpreisige Gerichte). 1952 übernahm der heutige Besitzer das Gebäude. Hinter dem Pavillon wurde 2005 ein betonierter Skatepark angelegt. Links des Pavillons kreuzten sich bis 1961 hier zwei Straßenbahnen („Blauwe Tram“ und „Gele Tram“), welche nach Leiden führten. Hier stand bis 1947 auch ein Wachhaus, genannt Het Wachtje.

### Wildpark
Südlich an das Malieveld angrenzend (und ebenfalls zum Haagse Bos durch die Utrechtsebaan (A12) getrennt) befindet sich die Parkanlage Koekamp, ein Park mit Teichgewässer und einem Wildpark. Sie wurde einst von Philipp dem Schönen eingerichtet und diente den Grafen von Holland als Jagdgrund. 2001 wurde das Gelände neu gestaltet. Er umfasste nun einen Schotterweg, der 2010 auf Bürgerwunsch teilweise weiter befestigt wurde. Im Jahr 2022 wurde der Koekamp nach einer erneuten Umgestaltung wiedereröffnet.

### Tiefgarage
Unter dem Malieveld befindet sich eine Tiefgarage für 600 PKW.

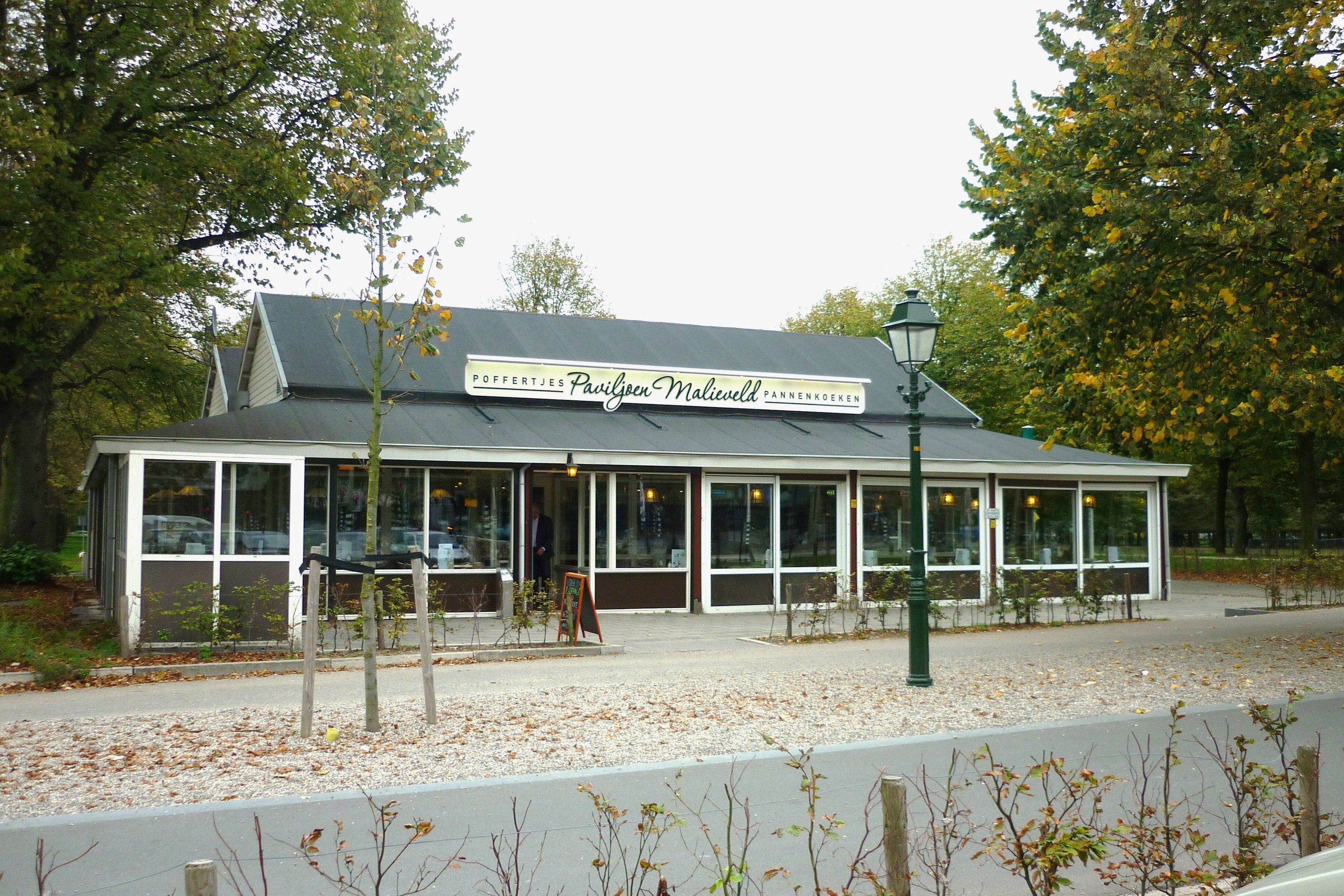
Pavillon
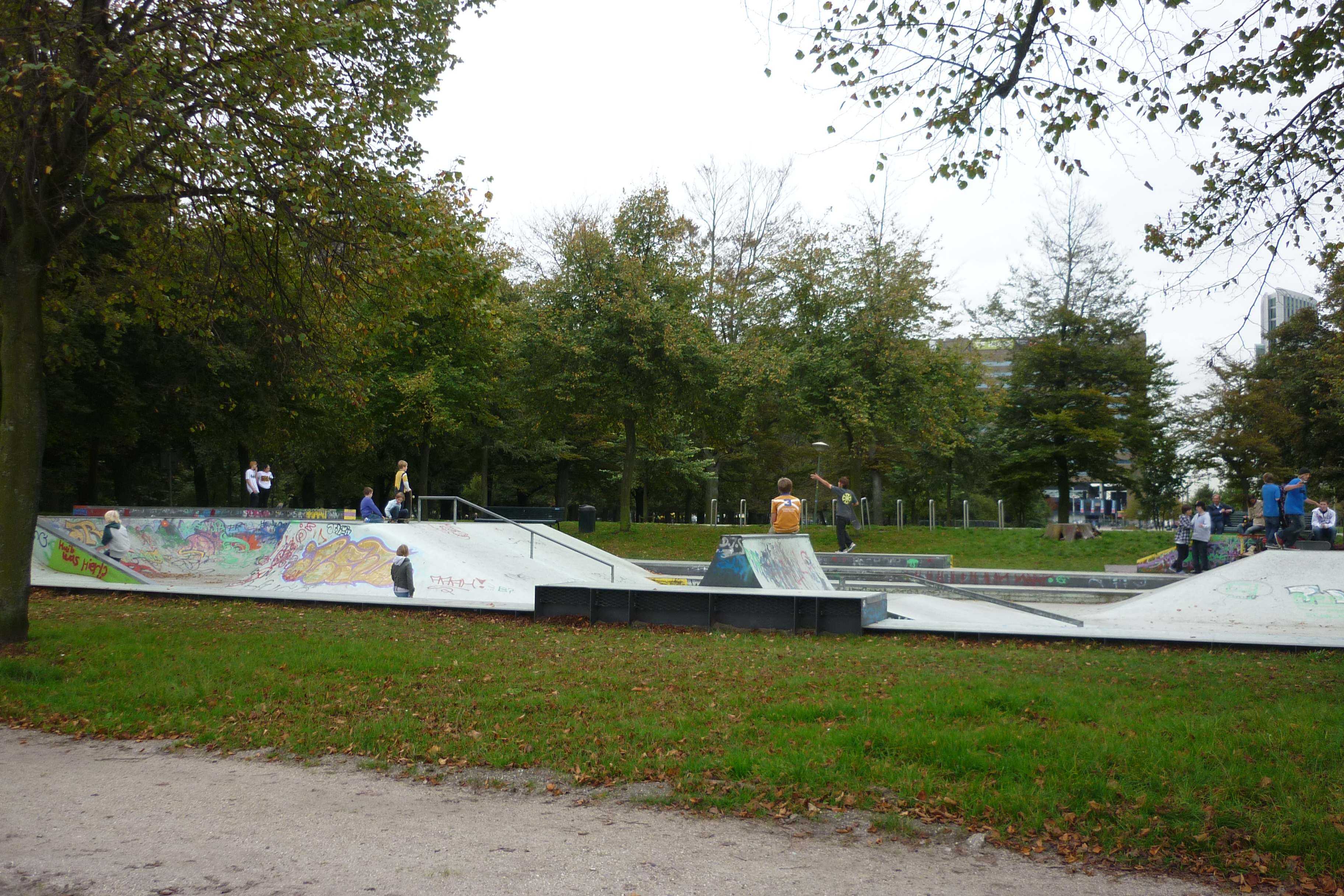
Skatebahn
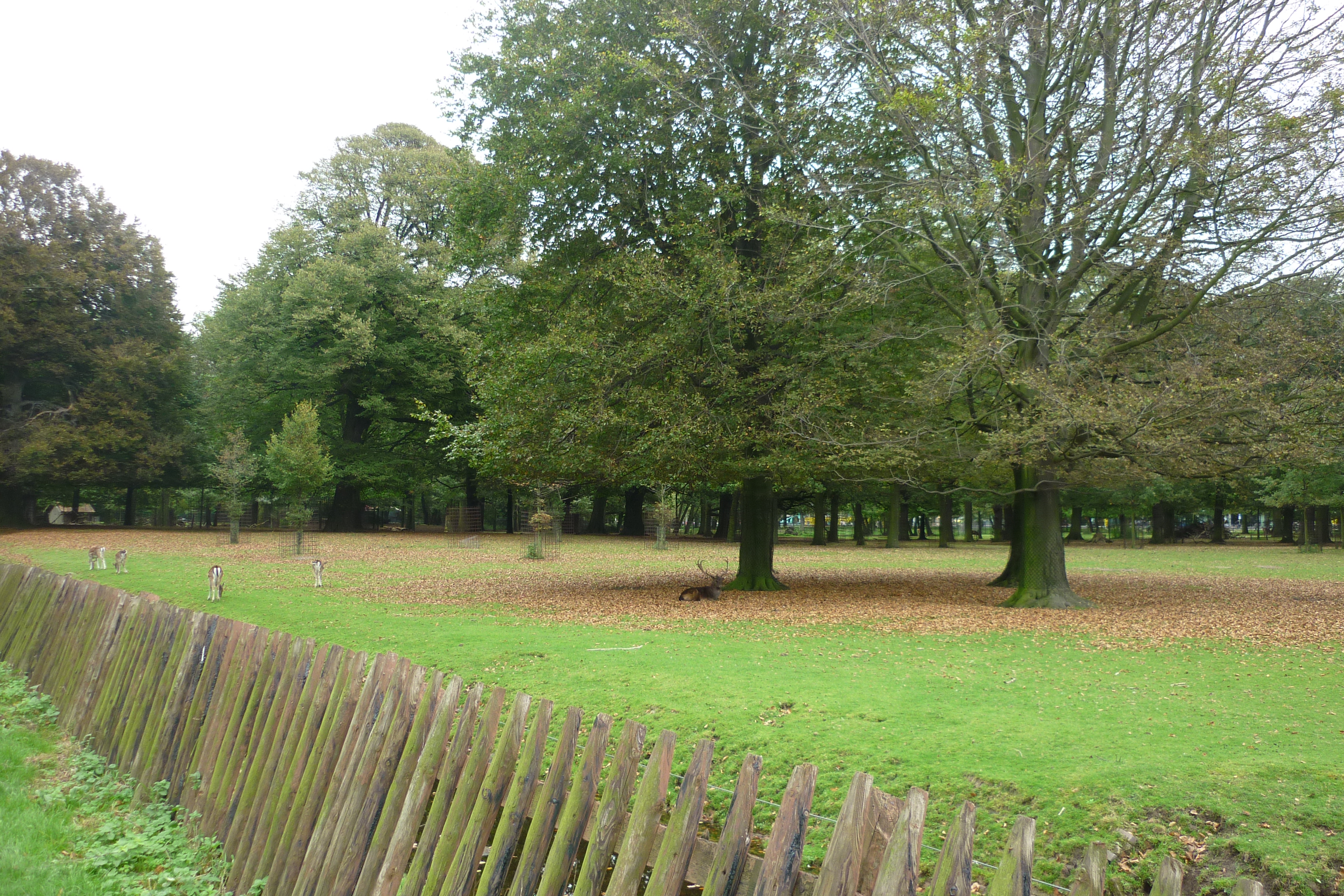
Wildpark